# Aeroportul Gothenburg City
Aeroportul Gothenburg City (IATA: GSE, ICAO: ESGP) este un aeroport din Comuna Göteborg, Västra Götalands län, Suedia ce deservește zona Göteborg. Aeroportul a fost tranzitat în noiembrie 2016 de 53 de pasageri. A fost deschis în 1940 și numit după zona deservită.
Situat la o altitudine de 18 m, aeroportul dispune de 2 piste. Este operat de Swedavia⁠(d).

## Infrastructură

### Piste
Aeroportul dispune de 2 piste. Pista 01/19 are suprafața de asfalt și dimensiunile 2.039 m × 45 m. Pista 04/22 are suprafața de asfalt și dimensiunile 871 m × 28 m. 